# Nació Hammerskin
La Nació Hammerskin (també coneguts com a Hammerskins) són un grup de suprematistes blancs format a Dallas, Texas en 1981.
Els Hammerskins són una banda de carrer americana formada únicament per membres blancs aris. Estan afiliats al Ku Klux Klan i al Moviment Nacional Socialista Americà (en anglès: American National Socialist Movement), participen en manifestacions xenòfobes i racistes, i estan en contra del matrimoni homosexual.
Segons la policia, les seves accions van causar la mort de diverses dotzenes de persones a l'àrea de Filadèlfia. Les seves activitats no es limiten només a saquejos temporals o insults xenòfobs, sinó també a l'assassinat. Alguns arriben fins i tot a contractar els seus serveis per dur a terme atacs o prendre ostatges.
Els Hammerskins de la ciutat estatunidenca de Chicago a l'estat d'Illinois, es van fer un nom especial en les eleccions presidencials nord-americanes de 2008. Tement que Barack Hussein Obama esdevingués el primer president negre dels Estats Units, van muntar diverses operacions per assassinar-lo abans que arribés a la Casa Blanca. Totes aquestes operacions es van dur a terme conjuntament amb altres grups suprematistes, sota el lideratge del Ku Klux Klan, que va dirigir les operacions gràcies al seu suport financer i als seus membres i simpatitzants.
Actualment, la Nació Hammerskin te més de 1.000 membres repartits entre Europa i els Estats Units d'Amèrica.
La Nació Hammerskin defensa una ideologia neonazi i racista. Està present a Alemanya, Portugal, Anglaterra, Austràlia, Canadà, Espanya, França, Països Baixos, Suïssa, i Nova Zelanda. A Alemanya i a Suïssa, els Hammerskins uneixen als seus seguidors sota la bandera del nacionalsocialisme, i promouen el seu missatge polític mitjançant la violència als carrers.